# 歷史頻道
歷史頻道是美國一個專門播放歷史相關紀錄片的電視頻道，於全球各地設立多個版本，部份更會播放人物史、軍事歷史、工程發明等電視節目。歷史頻道成立於1995年1月1日，由「Arts & Entertainment」聯營公司（Hearst、美國廣播公司、全國廣播公司）和天空（Sky）新聞集團所創立和營運；及後擴展至世界各地，包括英國、亞太區等。

## 發展
- 1995年1月1日，歷史頻道在美國正式啟播。
- 同年11月，該頻道在英國啟播。

### 美國
2008年2月16日，美國本土的歷史頻道開始一系列的革新工作。當天起率先更換頻道標誌，新標誌只保留象徵公司的商標「H」，並在左下角放有兩個三角形，作動畫效果。3月20日，美國版的歷史頻道（「The History Channel」）正式更名為「歷史」（History），刪除「頻道」（「The」、「Channel」）二字。

### 亞洲
歷史頻道早於2000年便開始透過陽光衛視在大中華地區播放該頻道的紀錄片。當時陽光衛視為「A&E Television Network」的獨家結盟頻道，於香港有線電視（2001年）及中國內地衛星電視網路播放配音的紀錄片。2003年末，「AETN International」正式與星空傳媒成為銷售伙伴，並於印度成立亞洲歷史頻道。隨着與陽光衛視的合作關係結束，2007年夏季起，歷史頻道正式落地香港、新加坡、泰國和馬來西亞等地。日本和南韓也有專為該區設置的獨立頻道。

### 歐洲
英國歷史頻道是由天空廣播公司（BSkyB）和「A&E Television Network」合營的，是自成立後首個國外頻道，非洲和南歐版本的歷史頻道也是由此聯營公司營運。自1995年11月啟播後，也於1999年11月在愛爾蘭播放，2007年4月1日在冰島播放，同時也在比利時、荷蘭、芬蘭、瑞典、挪威和丹麥配上字幕播放。

## 高畫質歷史頻道
高清歷史頻道（History HD）是歷史頻道的高畫質版本，於2006年10月26日在英國首播；2007年9月美國版本的歷史頻道也推出高畫質頻道於當地衛星電視網路播送。马来西亚高清歷史頻道（History HD）在2009年12月18日以Astro B.yond HD新频道（CH 575）开播。

## 同系列頻道
- 人物史頻道（The Biography Channel）
- 軍事歷史頻道（Military History Channel）
- A+E電視網（A&E Television Network）

## 外部連結

### 歷史頻道
- 美國歷史頻道官網 （页面存档备份，存于）
- 歷史頻道國際
- 亞洲歷史頻道 （页面存档备份，存于）
- 英國歷史頻道 （页面存档备份，存于）
- 澳洲歷史頻道 （页面存档备份，存于）